# Ángela Peralta
María de los Ángeles Manuela Tranquilina Cirila Efrena Peralta Castera conhecida como Ángela Peralta (Cidade do México, 6 de julho de 1845 — Mazatlán, 30 de agosto de 1883) foi uma cantora soprano mexicana de ópera de fama mundial, conhecida como «El ruiseñor mexicano» e chamada na Itália «Angelica di voce e di nome». Antes dos 20 anos ganhou os principais palcos europeus.

## Obras
Ángela Peralta, escreveu:
- México (galopa).
- Un recuerdo de mi patria (dança).
- Nostalgia (fantasia).
- Adiós a México (valsa).
- Pensando en ti (fantasia).
- Io t'ameró (romance).
- Margarita (dança).
- El deseo (romance).
- Sara (melodia).
- Retour (chotes).
- Ilusión (mazurca).
- Absence (valsa).
- Eugenio (valsa).
- María (valsa).
- Né m'oublie pas (valsa).
- Lejos de ti (valsa).

Em Mazatlán e San Miguel de Allende, há teatros que são nomeados em sua honra Ángela Peralta.